# Amiina
Amiina (wcześniej jako Amína i Aníma) – islandzki kwartet żeński, w którego skład wchodzą: Hildur Ársælsdóttir, Edda Rún Ólafsdóttir, Maria Huld Markan Sigfúsdóttir i Sólrún Sumarliðadóttir. Często występują na koncertach zespołu Sigur Rós oraz biorą udział w nagraniach studyjnych tej grupy.
Amiina znane są z gry na wielu różnorodnych instrumentach w czasie swoich koncertów, a także z tego że w czasie występu członkinie grupy przemieszczają się po scenie zmieniając instrumenty.
Na początku istnienia grupy, Amiina stanowiły kwartet smyczkowy, w którym Maria i Hildur grały na skrzypcach, Edda na altówce a Sólrún na wiolonczeli. Właśnie jako kwartet strunowy Amiina nagrywały wraz z Sigur Rós album ( ), oraz następujący po nim album Takk....
Ich pierwszym komercyjnym nagraniem był minialbum Animamina, na którym znalazły się cztery utwory. Po nim Amiina wydały singel Seoul (EP). 21 marca 2007 wyszedł ich pierwszy pełny album zatytułowany Kurr, wznowiony w czerwcu tego samego roku. Po wydaniu albumu Kurr Amiina odbyły podróż po Ameryce Północnej (w marcu i kwietniu), a następnie po Europie - w maju.
10 grudnia 2007 kwartet wydał drugi singel z albumu Kurr pt. Hilli (At The Top Of The World), będący efektem współpracy z Lee Hazlewoodem, którego wokal połączono ze zmodyfikowaną wersją oryginalnego utworu.
Na początku roku 2008 Amiina pojawiły się w islandzkim filmie Brúðguminn.
W pierwszym kwartale 2009 roku we współpracy z Kippi & Maggi został wydany kolejny minialbum Re Minore zapowiadający kolejny ich album. Amiina wraz z Kippi & Maggi promowali Re Minore podczas czerwcowej mini-trasy koncertowej we Włoszech, gdzie można było nabyć ten minialbum, wydany w limitowanej edycji 500 kopii.

## Dyskografia
Single
- Seoul (2006)
- Hilli (At The To Of The World) (2007)

Minialbumy
- AnimaminA (2004)
- Re Minore (2009)

Albumy
- Kurr (2007)
- Puzzle (2010)